# Casshern Sins
Casshern Sins (jap. キャシャーン Sins, Kyashān Sins, dt. „Cassherns Sünden“) ist eine Anime-Fernsehserie, die von dem Studio Madhouse im Jahr 2008 produziert und seit dem 1. Oktober 2008 im japanischen Fernsehen gezeigt wurde. Sie ist eine Neuverfilmung der 1973 im Studio von Tatsunoko Productions entstandenen Serie Shinzō Ningen Casshern, die ebenfalls im Jahr 2004 durch den Realfilm Casshern adaptiert wurde.

## Szenario
In der fiktiven Welt des Anime erlangten die lange Zeit von den Menschen benutzten Roboter das Bewusstsein und übernahmen unter der Führung ihres als Braiking Boss bekannten Anführers die Herrschaft. Als eines Tages ein mysteriöses Mädchen mit dem Namen Luna auf die Welt kommt, fürchtet sich der Braiking Boss davor so sehr, dass er seine drei stärksten Cyborgs Casshern, Dio und Leda ausschickt, um Luna zu töten. Nach dem Tod Lunas durch die Hand von Casshern wird dieser unsterblich, während die Welt einem extremen Verfall ausgesetzt ist. So verrosten und zerfallen die Materialien der Roboter und der Maschinen so schnell, dass das gesamte Ökosystem des Planeten zusammenbricht. Nach vielen Jahren dieses unaufhaltsamen Prozesses sind die meisten der Roboter verfallen und die verbliebenen nutzen die Teile der Zerfallenen, um ihr eigenes Leben zu verlängern, was häufig in kannibalistischen Kämpfen endet. Die bis dahin unterdrückte Menschheit leidet aber ebenfalls unter den Folgen und ist aufgrund der starken Veränderung der Welt nur noch selten in der Lage, sich fortzupflanzen und ebenfalls dem Aussterben nahe.

## Handlung
Ohne Erinnerung an seine Vergangenheit wacht Casshern inmitten dieser im Sterben liegenden Welt auf und begibt sich auf die Suche nach seiner eigenen Vergangenheit und den Sinn seines Lebens. Ständig von dem unter den Robotern verbreiteten Gerücht verfolgt, dass sie durch seinen Tod den Fortschritt des Verfalls aufhalten könnten, muss er sich immer wieder ihrer Angriffe erwehren. Dabei verliert er oft die Beherrschung und greift in einem Zustand der Raserei jedes in der Nähe befindliche Lebewesen an. Langsam findet er immer mehr über die Gefühle der Menschen und Roboter heraus, die ihm die Schuld an dem Untergang der Welt geben und ihn oft dafür fürchten und hassen.
Nach einem dieser Überfälle auf ihn lernt er das Roboter-Kind Ringo und dessen Aufpasser Ōji kennen. Ringo inspiriert ihn durch seine vorurteilslose Art, nach dem Sinn seiner Existenz zu suchen. Dabei trifft er schon frühzeitig auf eine Familie von Robotern, von denen viele im Sterben liegen. Inmitten dieser Gruppe findet er den Roboterhund Friender, der keine Spuren dieses Verfalls zu haben scheint. Nach dem Tod aller Mitglieder der Familie schließt sich Friender, erst nur widerwillig, später aber treu ergeben, seinem neuen Herrn an. Zugleich tritt immer wieder Lyuze, die Schwester eines der ersten Opfer und Beschützerin von Luna, in Erscheinung. Diese hatte ursprünglich das Ziel, Casshern zu töten, muss aber schließlich einsehen, das es nicht möglich ist ihn zu töten, da er sich unter Schmerzen immer wieder von selbst regeneriert.
Nicht glauben könnend, dass Luna und damit die Hoffnung dieser Welt starb, macht er sich auf die Suche nach ihr, die laut Gerüchten noch immer leben soll. So durchlebt er zusammen mit Ringo, Friender, Lyuze und Ōji diverse kleinere Abenteuer, welche die Handlung parallel vorantreiben. Letztlich gelingt es ihnen, die doch lebende Luna zu finden. Jedoch stellt sich der Traum vom ewigen Leben zusehends als Alptraum heraus. Luna, deren Blut den Tod brachte, das sich nach dem ersten Mordversuch durch Casshern mit dessen Blut, welches Unsterblichkeit versprach, vermischte, ist nun selbst unsterblich und bringt nicht mehr den Tod. Es verheißt ewiges Leben, was in der vergehenden Welt zu einer Qual für den Verstand wird. So lehnen die Begleiter von Casshern die Heilung durch Luna ab und beginnen abseits ein eigenes Leben, mit der Gewissheit, dass sie der Tod früher oder später ereilen wird.
Nachdem Ōji verstarb und auch Lyuze in den Armen von Casshern traurig, aber dennoch glücklich verstirbt, begibt sich Casshern erneut zu Luna, um dem Verfall ein Ende zu setzen. Dabei stellt sich ihm Braiking Boss in den Weg, der letztlich für ihn jedoch keine Hürde mehr ist. Vielmehr bereut der einstige Anführer sein Streben nach Perfektion und dem ewigen Leben und den versuchten Mord an Luna, die das Gleichgewicht in der Welt bewahrte. Vor Luna stehend verweigert sich Casshern letztlich, sie zu töten, gibt ihr jedoch den Hinweis, dass sie weiterhin den Hilfesuchenden ewiges Leben schenken dürfe, solange sie jene an den Tod und den Wert des Lebens erinnere. Sollte dies nicht der Fall sein, würde er wiederkommen und jeden töten, der sich nicht mehr daran erinnern kann. So verschwindet er und wurde seitdem von Ringo nie wieder gesehen. Der Anime klingt schließlich mit einigen Szenen aus, die die mittlerweile herangewachsene Ringo zusammen mit Friender zeigen und sie sich selbst in einem Monolog als wohl erste Person beschreibt, die den Tod hat schätzen lernen.

## Konzeption
Erzählt wird die Handlung in Form von kleineren Geschichten, die sich auf das Leben einzelner Verbliebener konzentrieren, aber auch den Bogen für eine fortlaufende Geschichte spannen. Dabei werden verschiedenste Themen wie Terrorismus, Faschismus, Erlösungsmythen und friedliche Koexistenz behandelt, auf die sich die einzelnen kleineren Erzählungen konzentrieren.
Immer wieder kommt es zu Kampfszenen, in denen sich Casshern gegen eine Vielzahl von Widersachern durchsetzt und trotz seiner Fähigkeiten und eigenen Unsterblichkeit nicht in der Lage ist, die ihm lieb gewordenen Personen zu beschützen. Zu den zentralen Themen gehört Cassherns Suche nach der eigenen Identität und seinen verlorenen Erinnerungen.

## Entstehung und Veröffentlichungen
Die Serie wurde erstmals auf der Tōkyō Kokusai Anime Fair 2008 angekündigt. Bald darauf stellte Studio Madhouse einen Trailer auf der offiziellen Website zur Verfügung. Produziert wurde die 24 Folgen umfassende Serie von Madhouse unter der Regie von Shigeyasu Yamauchi. Die Drehbücher schrieb Yasuko Kobayashi, das Charakterdesign entwarf Yoshihiko Umakoshi und die künstlerische Leitung lag bei Bun Sun Lee. Für die Kameraführung war Kōhei Tanada verantwortlich. die Produzenten waren Hiroyuki Ōmori und Yasuhiro Kamima.
In Japan lief die Serie erstmals vom 1. Oktober 2008 bis zum 15. März 2009 auf den Fernsehsendern Chiba TV, TV Aichi, MBS, TV Kanagawa und TV Saitama. Eine Woche nach der Ausstrahlung in Japan wurde die Serie ab dem 8. Oktober 2008 auch in Singapur auf dem Sender Arts Central gezeigt. Eine englische Fassung wurde von diversen Sendern international gezeigt sowie von Manga Entertainment und Siren Visual auf DVD vertrieben. Gleichfalls wurde eine philippinische, französische und eine italienische Fassung im Fernsehen gezeigt sowie von We Anim veröffentlicht. Eine spanische Synchronfassung wurde von AnimeOnegai per Streaming verbreitet.

### Synchronisation
| Rolle         | Japanischer Sprecher (Seiyū) |
| ------------- | ---------------------------- |
| Casshern      | Tōru Furuya                  |
| Luna          | Akiko Yajima                 |
| Ringo         | Yūko Minaguchi               |
| Ōji           | Chō                          |
| Lyuze         | Nami Miyahara                |
| Leda          | Mami Koyama                  |
| Dio           | Toshiyuki Morikawa           |
| Braiking Boss | Kenji Utsumi                 |

In Nebenrollen sind u. a. Akira Ishida und Tomokazu Seki zu hören.

### Musik
Die Musik der Serie, dominiert von Orchestermusik, wurde komponiert von Kaoru Wada. Der Vorspanntitel Aoi Hana (青い花) wurde produziert von Color Bottle. Als Abspannlied wurden verwendet:
- Reason von Kana
- Aoi Kage (蒼い影) von Otoyakichiemon’Ju
- Hikari to Kage (光と影) von Shinji Kuno
- A Path von Nami Miyahara

A Path sowie das Lied Sky, ebenfalls von Nami Miyahara, werden auch innerhalb der Folge 8 eingespielt.

## Manga
Nach einer Ankündigung des Verlegers Jive am 26. September 2008 im Magazin Gekkan Comic Rush sollte der Manga bereits am 25. Oktober 2008 veröffentlicht werden. Das erste Kapitel wurde in der Dezemberausgabe des Magazins publiziert.

## Rezeption
Die deutsche Zeitschrift AnimaniA beschreibt die Serie als Mischung von Endzeit-Look und Retro-Flair. Während die Geschichte im Vergleich zur alten Vorlage modernisiert wurde, seien die Designs dieser recht treu geblieben. Auch der vorrangige Einsatz von Cel-Animationen mit nur unauffälliger Anwendung von Computeranimationen trage zu diesem Flair bei. Die Animationen seien dennoch flüssig und in den Actionszenen rasant geschnitten. Die Toneffekte wirkten dagegen, als wären sie direkt aus den 1970er Jahren entnommen und seien überholt. Der Soundtrack sei passend, die heitere Stimmung des Openings jedoch nicht. Insgesamt sei die Geschichte sehr düster geraten und komme trotz gut inszenierter Actionszenen nur langsam in Fahrt.